# نوپسرها سچوانیکا
نوپسرها سِچوانیکا یک گونه سوسک از خانوادهٔ سوسک‌های شاخک‌دراز است. استفان فون برونینگ در سال ۱۹۴۷ این گونه را توصیف و بررسی کرد.